# Le Mont-sur-Lausanne
Le Mont-sur-Lausanne (toponimo francese) è un comune svizzero di 7 888 abitanti del Canton Vaud, nel distretto di Losanna.

## Monumenti e luoghi d'interesse
- Chiesa riformata di San Giovanni Evangelista, attestata dal 1545 e ricostruita nel 1797[1].

## Società

### Evoluzione demografica
L'evoluzione demografica è riportata nella seguente tabella:
Abitanti censiti

## Amministrazione
Ogni famiglia originaria del luogo fa parte del cosiddetto comune patriziale e ha la responsabilità della manutenzione di ogni bene ricadente all'interno dei confini del comune.